# Вельское городское поселение
Ве́льское городское поселе́ние или муниципа́льное образова́ние «Ве́льское» — муниципальное образование со статусом городского поселения в Вельском муниципальном районе Архангельской области.
Соответствует административно-территориальной единице в Вельском районе — город районного значения Вельск; при этом подчинённые ему деревни Дюковская и Плесовская относятся к Усть-Вельскому сельсовету.
Административный центр — город Вельск.

## География
Вельское городское поселение располагается в центре Вельского района, к северу от реки Пежма, на берегах рек Вель и Вага. На западе граничит с Пежемским и Усть-Вельским сельскими поселениями, на востоке — с Кулойским городским поселением.

## История
Муниципальное образование было образовано в 2006 году. 

## Население
| 2005    | 2010    | 2011    | 2012    | 2013    | 2014    | 2015    | 2016    | 2017    |
| ------- | ------- | ------- | ------- | ------- | ------- | ------- | ------- | ------- |
| 26 966  | ↘24 366 | ↘24 299 | ↘24 049 | ↘23 865 | ↘23 577 | ↘23 471 | ↘23 295 | ↘23 210 |
| 2018    | 2019    | 2020    | 2021    | 2023    |         |         |         |         |
| ↘22 909 | ↘22 741 | ↗22 745 | ↘22 030 | ↘21 815 |         |         |         |         |

## Состав городского поселения
| № | Населённый пункт | Тип населённого пункта        | Население |
| - | ---------------- | ----------------------------- | --------- |
| 1 | Вага             | железнодорожная станция       |           |
| 2 | Вельск           | город, административный центр | ↘21 406   |
| 3 | Дюковская        | деревня                       | ↘198      |
| 4 | Плесовская       | деревня                       | ↘283      |